# Спенсер, Брайан
Брайан Роберт Спенсер (англ. Brian Robert Spencer, 5 марта 1962, Ван-Найс, Калифорния, США) — американский хоккеист (хоккей на траве), полевой игрок. Участник летних Олимпийских игр 1984 года, бронзовый призёр Панамериканских игр 1987 года.

## Биография
Брайан Спенсер родился 5 марта 1962 года в американском городе Ван-Найс.
Учился в колледже Мурпарк.
Играл в хоккей на траве за «Кобрас».
В 1984 году вошёл в состав мужской сборной США по хоккею на траве на летних Олимпийских играх в Лос-Анджелесе, занявшей 12-е место. Играл в поле, провёл 7 матчей, забил 3 мяча в ворота сборной Малайзии.
В 1987 году завоевал бронзовую медаль хоккейного турнира Панамериканских игр в Индианаполисе.
Продолжал игровую карьеру до 50 лет, претендовал на попадание в сборную США на летних Олимпийских играх 1996 года. Выступал за сборную США среди ветеранов старше 45 лет.
Жил в Калифорнии, Монтане, Южной Дакоте, Луизиане, где сменил несколько профессий — был офицером полиции, инженером, занимался устранением последствий затоплений. В дальнейшем основал фирму Spencer Restoration, которая, по данным суда, использовалась для скрытия активов от кредиторов.